# Ghostquake : La Secte oubliée
Ghostquake : La Secte oubliée (Haunted High) est un téléfilm américain réalisé par Jeffery Scott Lando, et diffusé le 25 août 2012 sur Syfy.

## Synopsis
Un tueur en série, gourou d'une secte et ancien proviseur revient d'entre les morts. Il veut hanter son ancien établissement. Son petit fils va tenter de protéger les lieux et chasser le mauvais esprit. Il est aidé du concierge, du plus mauvais élève, ainsi que la bibliothécaire. La colère du spectre ne tarde pas pour décourager les importuns, car il veut régner en maître sur son ancien territoire de chasse. Les meurtres vont se succéder, mais rien ne décourage les quatre héros.

## Fiche technique
- Titre original : Haunted High
- Titre DVD : Ghost Quake
- Réalisation : Jeffery Scott Lando
- Scénario : Anthony C. Ferrante (histoire) et Paul A. Birkett
- Photographie : Andrew Strahorn
- Musique : Andrew Morgan Smith
- Société de production : Active Entertainment
- Durée : 84 minutes
- Pays :  États-Unis

## Distribution
- Danny Trejo : Ortiz
- M. C. Gainey : Danforth
- Charisma Carpenter : Persia, la libraire
- Gabe Begneaud : Dean
- Marc Donato : Colt
- Sergio Figueroa : Rob
- Stephanie Fischer : Kimberly
- Griff Furst : Garland
- Jonathan Baron : Quentin
- Dana Michelle Gourrier : Coach Hoover